# Кума (село)
Кума — село (аул) в Лакском районе Дагестана. Административный центр сельского поселения «Сельсовет «Куминский»».

## Географическое положение
Село расположено в 12 км к северу от районного центра — села Кумух на левом берегу реки Казикумухское Койсу.

## Население
| 1895 | 1926 | 1939 | 1970 | 1989 | 2002 | 2010 |
| ---- | ---- | ---- | ---- | ---- | ---- | ---- |
| 730  | ↘447 | ↗512 | ↘339 | ↘247 | ↗477 | ↗478 |
| 2021 |      |      |      |      |      |      |
| ↘421 |      |      |      |      |      |      |

## Инфраструктура
В селе действуют средняя школа, сельский клуб, фельдшерский пункт.

## Известные уроженцы
- Адам Хачилаев — чемпион СССР по каратэ.
- Магомед Хачилаев — чемпион СССР по каратэ и председатель лакского движения «Кази Кумух».
- Надиршах Хачилаев — депутат Госдумы РФ.
- Султанова, Гулизар Ахмедовна — заслуженный деятель искусств России, искусствовед.